# 스카이 큐브릭 II
팬택 스카이 큐브릭 II(Pantech SKY Qbric II)는 팬택이 2009년 12월 2일에 출시한 피처폰이다.